# 沃爾德倫 (堪薩斯州)
沃爾德倫（英語：Waldron）是一個位於美國堪薩斯州哈珀縣的城市。

## 地方資料
根據2020年美國人口普查的數據，沃爾德倫的面積為0.81平方千米，當中陸地面積為0.81平方千米，而水域面積為0.00平方千米。當地共有人口9人，而人口密度為每平方千米11.11人。